# Обервёльц-Штадт
О́бервёльц-Штадт (нем. Oberwölz Stadt) — город в Австрии, в федеральной земле Штирия.
Входит в состав округа Мурау. Население составляет 1014 человек (на 31 декабря 2005 года). Занимает площадь 4,64 км². Официальный код — 6 14 14.

## Политическая ситуация
Бургомистр коммуны — Зигфрид Крайнер (АНП) по результатам выборов 2005 года.
Совет представителей коммуны (нем. Gemeinderat) состоит из 15 мест.
- АНП занимает 9 мест.
- СДПА занимает 6 мест.